# تیم له مانز
تیم له مانز (انگلیسی: Team LeMans) شرکت اتومبیل‌رانی ژاپنی است، که در سال ۱۹۶۷ تأسیس شد.
دفتر مرکزی این شرکت در شیبویا، توکیو واقع شده است و یک تولیدکننده قطعات خودرو است که در سال ۱۹۶۷ تأسیس شد. نام اصلی شرکت، اتاق بازرگانی لمانز بود. این شرکت عمدتاً در زمینه توسعه و فروش قطعات موتوراسپرت و واردات و فروش خودروهای مسابقه‌ای در خارج از کشور فعالیت می‌کند.
آنها همچنین یک بخش مسابقه‌ای به نام تیم لمانز دارند که در حال حاضر با نام ولورکس در مسابقات شرکت می‌کند. نام این تیم از مسابقات ۲۴ ساعته لمانز گرفته شده است. این تیم در حال حاضر در مسابقات سوپر GT شرکت می‌کند و با خودروی شماره ۶ آئودی R8 LMS Evo II در کلاس GT300 برای یوشیاکی کاتایاما، روبرتو مرهی و سیا جین به میدان می‌رود.